# Round Table
Round Table  er et netværk for unge mænd mellem 20 og 40 år, der udspringer fra Rotary club tilbage i 1927 i England. Idéen til Round Table blev skabt af den unge bager, Louis Marchesi, som ønske at etablere et netværk, hvor unge mænd kunne mødes og udveksle erfaringer og tanker uden at være undergivet ældre menneskers påvirkning. 
Foreningen motto er "adapt, adopt, improve", der sammen med foreningens navn, Round Table, kommer fra en tale, som den daværende Prince of Wales holdt i 1927 ved åbningen af en industrimesse i Birmingham. Her sagde han blandt andet: „The young business and professional men of this country must get together ROUND the TABLE, ADOPT (tilegne) methods that proves so sound in the past, ADAPT (tillempe) them to the changing needs of the times and, whenever possible, IMPROVE (forbedre) them“.
Den første lokale afdeling af Round Table blev etableret den 14. marts 1927, hvor Louis Marchesi samlede 90 unge forretningsfolk i Suckling House i Norwich.
Danmark var det første land udenfor England, hvor der blev stiftet en afdeling. Dette skete den 5. marts 1936, hvor RT1 København blev stiftet med et medlemstal på 15. Der er i dag 129 aktive klubber i Danmark fordelt i hele landet, der hver har mellem 15 og 25 medlemmer.